# 종결 코돈
코돈에는 종결 코돈(stop codon, termination codon)이 있는데, 세 개의 뉴클레오타이드로 이루어진 전령 RNA에서 번역의 중단을 하는 신호이다. 단백질은 폴리펩타이드로 이루어져있고, 폴리펩타이드는 아미노산의 독특한 서열이다. 대부분의 DNA로부터 RNA로 전해진 대부분의 코돈들은 아미노산으로 바뀌어 폴리펩타이드 사슬로 자라며, 결국에는 단백질이 된다. 종결 코돈 신호는 방출인자(release factor)의 결합으로 리보솜 서브유닛을 떨어지게 하여 이 과정을 종결시킨다.
일반적인 유전자 코드중에서 몇 가지의 종결 코돈들이 있다.
- RNA:
  - UAG ("ambber")
  - UAA ("ochre")
  - UGA ("opal")
- DNA:
  - TAG ("amber")
  - TAA ("ochre")
  - TGA ("opal" 또는 "umber")

UGA코돈은 최근에 발견된 코돈으로 셀레노시스테인을 코딩하는 코돈이다. 이 아미노산은 단백질의 활성화부위에 위치하는 25개의 셀레노단백질에서 발견된다. 이 코돈의 전사는 SECIS요소(SElenoCysteine Incorporation Sequence)가 가까이 있을 때 가능하다. UAG코돈은 피로라이신으로 번역될 수 있는데, 셀레노시스테인과 같은 방식으로 암호화되어있다.
논센스 돌연변이(Nonsense mutations)는 DNA서열을 종결 코돈으로 바꾸어 단백질을 비정상적으로 짧게 만든다. 이렇게 되면 종종 기능의 상실을 일으킨다.

## 같이 보기
- 유전 부호
- 개시 코돈